# Percy F. Frankland
Pour les articles homonymes, voir Frankland.
Percy Faraday Frankland (3 octobre 1858 - 28 octobre 1946) est un chimiste britannique .

## Biographie

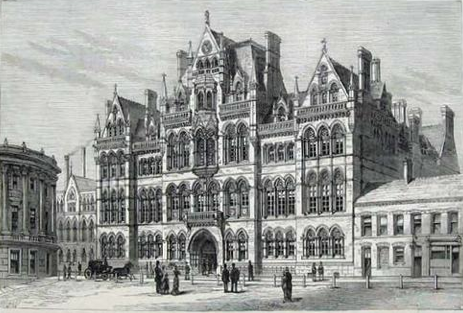
Mason Science College, maintenant l'Université de Birmingham

Il est le deuxième fils et le plus jeune enfant d'Edward Frankland, chimiste, et de Sophia Frick. Il est né au 42 Park Road, Haverstock Hill, Hampstead, le 3 octobre 1858. Michael Faraday est son parrain .
Frankland fréquente l'University College School de 1869 à 1874. L'année suivante, il est admis à la Royal School of Mines, où il a comme professeurs son père, Frederick Guthrie, Thomas Henry Huxley, John Wesley Judd et Warington Wilkinson Smyth .
Bien qu'il ait obtenu une bourse Brackenbury à l'hôpital St Bartholomew en 1878 et qu'il ait obtenu un BSc trois ans plus tard, il est détourné de la médecine vers la chimie par son père. Il étudie pour un doctorat sous Johannes Wislicenus à l'Université de Wurtzbourg. Frankland retourne à Londres en 1880 et devient démonstrateur de chimie pratique à la Normal School of Science de South Kensington .
Frankland quitte Londres en 1888 pour devenir professeur de chimie à Dundee, où ses principaux intérêts scientifiques sont la stéréochimie et la préparation de cultures pures de bacilles, qu'on laisse pousser dans des solutions de sucres. Avec sa femme, Grace Frankland, ils isolent la première culture pure de bactérie nitrifiante (ammoniaque-oxydante) en 1890 . Il se rend ensuite à Birmingham en 1894 en tant que professeur de ce qui est alors le Mason College, où il succède au professeur William A. Tilden. Frankland prend sa retraite à la fin de la Première Guerre mondiale, à l'âge de 60 ans. Une liste de ses publications, de 1880 à 1920, est incluse dans les mémoires de la Royal Society.
Frankland est élu membre de la Royal Society en juin 1891 . Il est président de la Chemical Society de 1911 à 1913, poste que son père a occupé avant lui . Il reçoit la médaille Davy de la Royal Society en 1919.

## Famille
En 1882, Frankland épouse Grace (née Toynbee), la fille de Joseph Toynbee. Elle travaille à la fois avec Percy et son père et est décrite à l'époque comme ayant "dignement aidé et secondé [Percy]". Le couple co-écrit des articles sur les bactéries et autres micro-organismes présents dans l'air  et l'eau .
Ils vivent à Grove House, Pembridge Square, Londres . Leur seul enfant, Edward Percy, est né en 1884. Il épouse Maud Metcalfe-Gibson en 1915. Le couple a deux fils et une fille : la parasitologue Helga Maud Toynbee Frankland  qui écrit sur son grand-père Percy et d'autres membres de la famille .
Percy Faraday Frankland est mort le 28 octobre 1946 au village de Loch Awe, Argyll. Il est enterré à l'église paroissiale de Glenorchy à Dalmally, avec sa femme, décédée le 5 .
La bibliothèque de l'Université de Manchester détient la collection principale des papiers de Frankland . Les documents d'archives le concernant sont également détenus par les services d'archives de l'Université de Dundee .